# Trichacis tatika
Trichacis tatika är en stekelart som beskrevs av Szabó 1977. Trichacis tatika ingår i släktet Trichacis och familjen gallmyggesteklar. Inga underarter finns listade i Catalogue of Life.